# Верхний Пшап
Верхний Пшап (груз. ზემო ფშაფი [Земо Пшапи]) — село в Абхазии, в Гулрыпшском районе частично признанной Республики Абхазия, согласно административному делению Грузии — в Гульрипшском муниципалитете Абхазской Автономной Республики.

## Население
В 1959 году в селе Верхний Пшап проживало 552 человека, в основном грузины и армяне. В 1989 году в селе жило 930 человек, также в основном грузины и армяне.